# Max Skladanowsky
Max Skladanowsky (Berlín, 1863 - Berlín, 1939) fou un inventor, productor, actor i cineasta alemany.
És considerat, juntament amb el seu germà Emil Skladanowsky, un dels inventors del cinema i la primera persona en realitzar una projecció pública d'una pel·lícula, abans, fins i tot, que els germans Lumière.

## Biografia
Max Richard Skladanowsky va néixer al barri berlinès de Pankow el 30 d'abril de 1963 dins una família d'origen polonès. De jove, va ser aprenent de fotògraf i posteriorment va treballar a un taller on fabricaven il·luminació per a teatres, òptiques i altres aparells. Aquí va entrar en contacte amb la llanterna màgica.
Entre 1879 i 1890 els germans Skladanowsky van viatjar per tota Alemanya i part d'Europa amb el seu pare Carl realitzant espectacles de llanterna màgica, autòmats i fonts d'aigua. Després Max i Emil Skladanowsky van viatjar per Viena, Budapest i pel nord d'Europa presentant espectacles amb les seves construccions i invents.
El 1892 els dos germans van construir una càmera basada en la cronofotografia utilitzant el mecanisme del cargol sense fi. Amb aquest aparell va filmar per primer cop imatge en moviment. Es tracta de quaranta-vuit fotogrames on apareix el seu germà Emil el 20 d'agost d'aquell any.

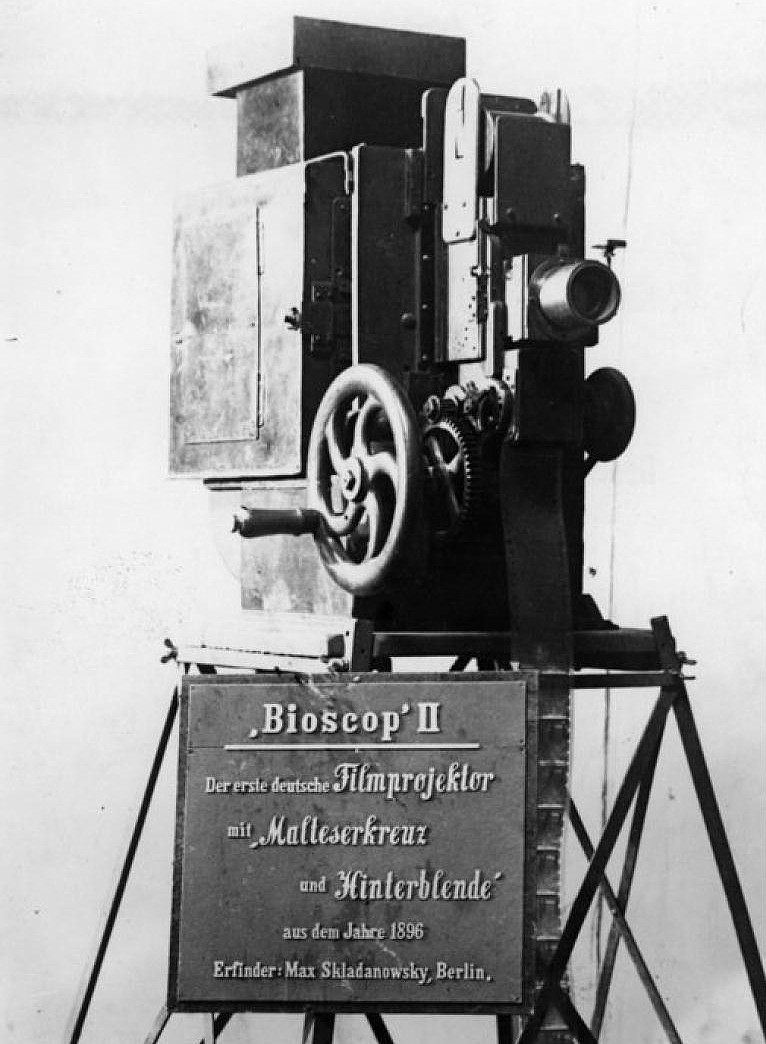
Bioskop, projector amb llanterna màgica inventat per Max Skladanowsky el 1895.

Tres anys més tard, amb pocs recursos, Max va desenvolupar el Bioskop, un aparell que permetia reproduir imatge en moviment gràcies a dos tambors de pel·lícula de 54mm, dues lents i una llanterna màgica per projectar. Va aconseguir d'aquesta manera reproduir imatges a setze fotogrames per segon.
Julius Baron i Franz Dorn, directors del teatre Wintergarten de Berlín, van veure el Bioskop en una petita demostració realitzada al barri de Pankow i van decidir contractar a Max Skladanowsky perquè realitzés una projecció pública dins de l'espectacle de varietats del seu teatre. Finalment, l'1 de novembre de 1895, Max Skladanowsky va realitzar la primera projecció pública d'imatges en moviment com a forma d'espectacle, gairebé dos mesos abans de la famosa projecció dels germans Lumière al Saló del Gran Café de París el 28 de desembre de 1895.
La projecció es feia des de darrere d'una pantalla que es mullava per millorar la transparència. Les pel·lícules de Skladanowsky que es projectaven duraven uns sis segons i es repetien diverses vegades. L'espectacle estava acompanyat de música en directe i va tenir força èxit en aquell moment.
Les pel·lícules dels germans Skladanowsky eren molt variades, el programa mostrava, per exemple, una dansa, un combat de boxa entre un home i un cangur, un malabarista i una lluita grecoromana, entre d'altres.
Després d'un mes de sessions de projecció al Wintergarten de Berlín, els germans Skladanowsky van ser contractats per realitzar el seu espectacle a París però finalment no el van realitzar perquè el contracte va ser cancel·lat després que els germans Lumière realitzessin la seva primera projecció.
Després d'això, el Bioskop no va tenir gaire futur, els germans van recórrer algunes ciutats ciutats del nord d'Europa realitzant projeccions però no va tenir gran èxit degut a la limitacions del propi aparell i de la forta competència de que tenia a l'època on van començar a aflorar nombrosos autors de cinema primitiu.
Tot i això, Max Skladanowsky va fundar una productora de pel·lícules on ell exercia el càrrec de director i d'actor, encara que la seva producció va ser irregular i poc destacable. També va continuar venent aparells i realitzant altres invents.
Max Skladanowsky es va casar dues vegades. El primer matrimoni amb Else Ranzen es va veure truncat per la mort d'Else un any després. El 1896 es va casar amb Gertrud Anna Pauline Marx amb qui va tenir quatre fills.

## Llegat

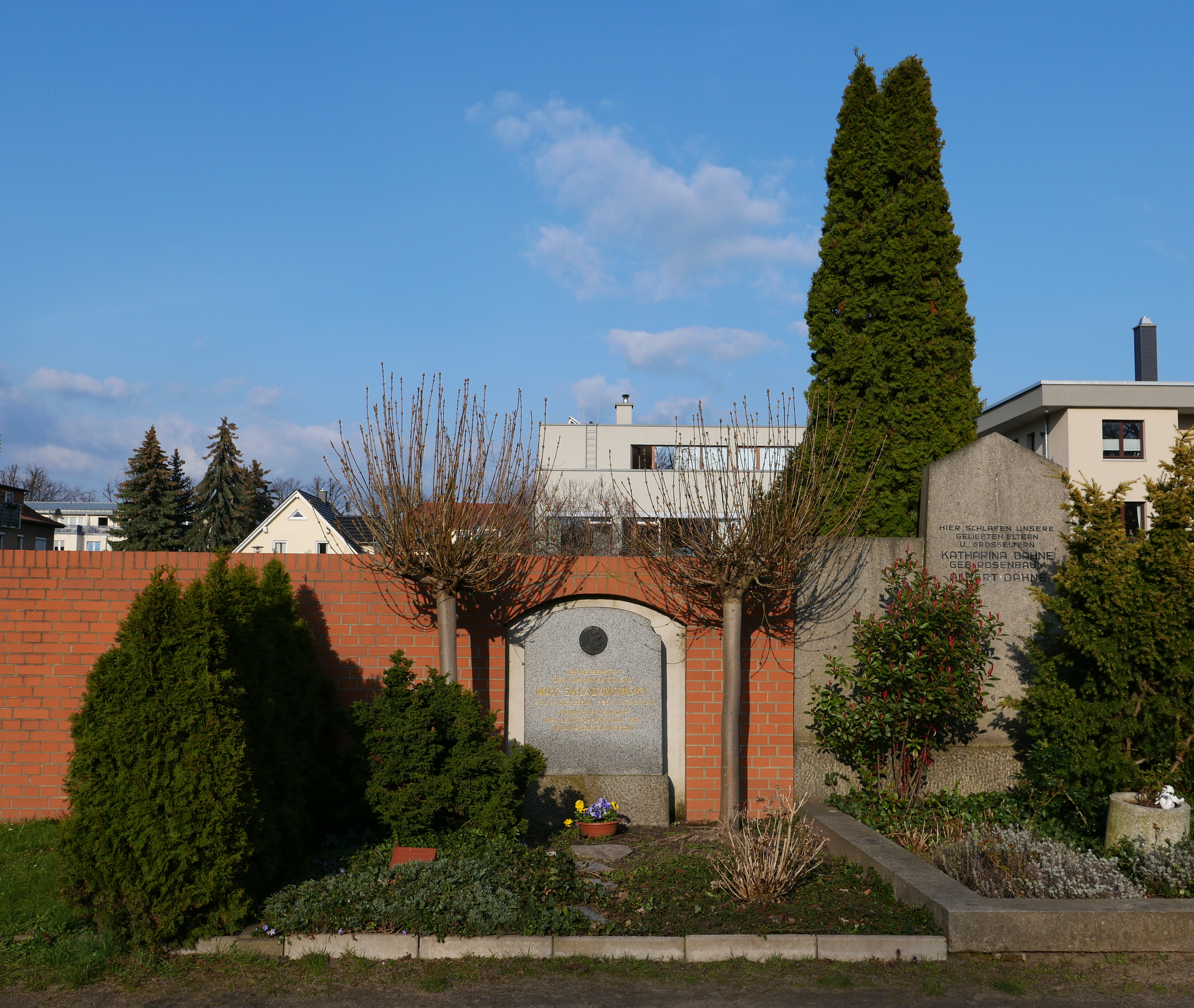
La tomba d'honor de Skladanowsky a Berlín-Niederschönhausen.

Durant els anys en què es van dedicar al cinema, els germans Skladanowsky van realitzar més de 25 curtmetratges i van ajudar amb els seus invents a l'evolució dels inicis de la imatge en moviment, que uns anys més tard es convertiria en tota una indústria cinematogràfica.
A l'entrada del Wintergarten de Berlín hi ha una placa commemorativa que diu "En aquest edifici van tenir lloc, l'1 de novembre de 1895, les primeres projeccions públiques cinematogràfiques a Europa, realitzades per Max i Emil Skladanowsky, mitjançant pel·lícules expressament realitzades per ells i amb els aparells inventats per Max".
El director de cinema alemany Wim Wenders va realitzar el 1995 una pel·lícula anomenada Die Gbrüder Skladanowsky (Els Germans Skladanowsky) on Udo Kier interpreta a Max Skladanowsky en una recreació de ficció sobre la vida dels dos germans i del naixement del cinema a Berlín.

## Filmografia
- Eine Fliegenjagd oder Die Rache der Frau Schultze (1905)
- Eine moderne Jungfrau von Orleans (1900)
- Apotheose II (1897)
- Am Bollwerk in Stettin (1897)
- Alarm der Feuerwehr (1896)
- Ankunft eines Eisenbahnzuges (1896)
- Ausfahrt nach dem Alarm (1896)
- Die Wachtparade (1896)
- Leben und Treiben am Alexanderplatz (1896)
- Nicht mehr allein (1896)
- Unter den Linden (1896)
- Eine lustige Gesellschaft vor dem Tivoli in Kopenhagen (1896)
- Komische Begegnung im Tiergarten zu Stockholm (1896)
- Mit Ablösung der Wache (1896)
- Wintergartenprogramm (1895) que comprèn:[4]
  - Akrobatisches Potpourri (1895)
  - Apotheose (1895)
  - Das boxende Känguruh (1895)
  - Der Jongleur (1895)
  - Die Serpentintänzerin (1895)
  - Italienischer Bauerntanz (1895)
  - Kamarinskaja (1895)
  - Komisches Reck (1895)
  - Ringkämpfer (1895)